# Khaled Alkhalaifah
Khaled Alkhalaifah, né le 23 avril 1995, est un coureur cycliste koweïtien.

## Palmarès
- 2016
  -  Champion du Koweït du contre-la-montre
  - 2e du championnat du Koweït sur route
- 2018
  - 2e du championnat du Koweït du contre-la-montre
  - 2e du championnat du Koweït sur route
- 2019
  -  Médaillé de bronze du championnat arabe du contre-la-montre

## Classements mondiaux
| Année         | 2015 | 2016 | 2017 | 2018 |
| ------------- | ---- | ---- | ---- | ---- |
| UCI Asia Tour | 235e | 172e |      | 199e |